# Karstadt-Hauptverwaltung

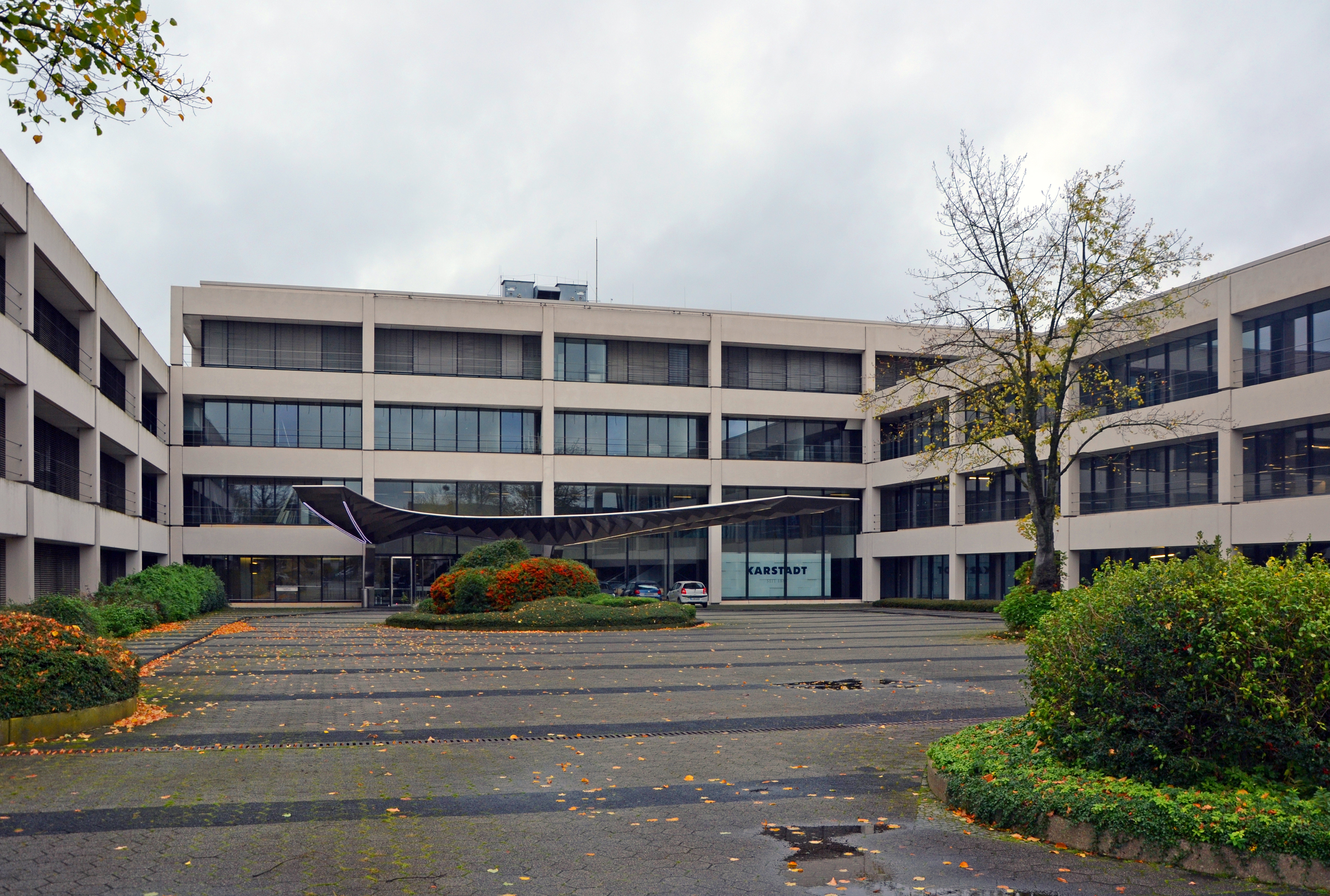
De Karstadt-Hauptverwaltung in Essen-Bredeney

De Karstadt-Hauptverwaltung is een gebouwencomplex in Essen-Bredeney naar een ontwerp van de architect Walter Brune.
Het adres van het gebouwencomplex is Theodor-Althoff-Strasse 2 in Essen. Het complex is tussen 1964 en 1969 gebouwd, als het hoofdkantoor van de warenhuisketen Karstadt en staat sinds 2017 onder monumentenzorg. Het ontwerp maakte destijds furore door de open structuren, de plafondhoge ramen en de moderne technische oplossingen. het complex bestaat uit drie gebouwen van verschillende hoogte, die met elkaar verbonden zijn. De gevels zijn gemaakt van prefab betonelementen en geven het gebouw een horizontaal effect. De dragende kolommen zijn aan de buitenzijde geplaatst om binnen meer ruimte te hebben. Oorspronkelijk waren de gevels blank gelaten, later zijn deze wit gemaakt.
In 2015 is de renovatie van het complex gestart, waarbij het oorspronkelijke ontwerp zoveel mogelijk in stand wordt gelaten. In 2016 kwam het object in handen van een joint venture van Publity AG uit Leipzig en een institutionele belegger. In 2019 kwam het voor 100% in handen van Publity. In 2020 werd het gebouw verkocht door Publity verkocht aan de Signa-Gruppe, die ook eigenaar is van Galeria Karstadt-Kaufhof. De waarde van het gebouw zou 220 tot 240 miljoen euro bedragen.
Het complex heeft een vloeroppervlakte van 80.000 m², waarvan 39.000 m² door Galeria Karstadt-Kaufhof wordt gehuurd en circa 27.000 m² aan de Polizei Essen.